# Muskeldysmorphie
Als Muskeldysmorphie (auch: Muskelsucht oder Bigorexie, manchmal Biggerexie) wird eine Störung des Selbstbilds bezeichnet, die vorwiegend bei Männern anzutreffen ist und eine unzureichende Ausprägung der eigenen Muskulatur, gemessen an einer persönlichen Idealvorstellung, behauptet. Die Bezeichnung wurde in den 1990er Jahren durch mehrere Studien des US-amerikanischen Psychiaters und Harvard-Professors Harrison Pope bekannt und populärwissenschaftlich im deutschsprachigen Raum auch Adonis-Komplex benannt.
Diese Störung der Wahrnehmung des eigenen Körperbilds könne den Forschungen Popes zufolge so weit gehen, dass sich sogar ein ausgeprägt muskulöser Bodybuilder als zu schmächtig empfindet. Die genauen psychischen und physiologischen Ursachen der Muskelsucht, die einige Psychologen auch als übersteigerten Narzissmus beschreiben, sind noch weitgehend unerforscht. Neurophysiologische Befunde grenzen die Störung differentialdiagnostisch von Suchterkrankungen ab.
Der Psychologe Roberto Olivardia nennt folgende Gemeinsamkeiten bei Muskelsüchtigen:
- hoher Grad an Perfektionismus
- geringes Selbstwertgefühl
- Unzufriedenheit mit dem eigenen Körperbild
- schlechte oder gar keine Beziehung zum Vater

Damit ähnelt die Krankheit der Magersucht.

## Belege
1. ↑  Adonis-Komplex:Süchtig nach Muskeln. Auf: focus.de vom 12. November 2013, zuletzt abgerufen am 23. Mai 2022.
2. ↑  Muskeldysmorphie: Die geheimen Leiden starker Männer. Auf: aerzteblatt.de, März 2010.
3. ↑  Moritz Julian Maier et al.: Excessive bodybuilding as pathology? A first neurophysiological classification. In: The World Journal of Biological Psychiatry. Band 20. Nr. 8, 2017, S. 626–636, doi:10.1080/15622975.2017.1395070.
4. ↑  Gefährlicher Körperkult: Muskelsucht ähnelt der Magersucht. Auf: spiegel.de vom 24. Juli 2013.
5. ↑  Körperbild: Mehr Muckis, Mann! Wieso Buben mit ihren Körpern unzufrieden sind. Auf: aargauerzeitung.ch vom 12. März 2017.